# Male Vodenice
Male Vodenice so vas v Občini Kostanjevica na Krki. V vasi je cerkev Sv. Marije, od koder se ponuja lep razgled na Kostanjevico, Krakovski gozd in okolico.